# Втрати Збройних сил Росії у Сирії
У статті наведено список російських військовослужбовців, ліквідованих під час втручання Росії в громадянську війну в Сирії, яке розпочалося 30 вересня 2015. У переліку наведено лише військовослужбовців регулярних сил РФ (вищий та старший офіцерський склад), контрактники та строковики ЗС РФ, а також співробітники спецслужб. У список не входять добровольці та найманці різних приватних військових кампаній, оскільки на момент загибелі вони не були чинними військовослужбовцями. Станом на весну 2019 р. міністерство оборони Росії офіційно підтверджувало 116 загиблих військовослужбовців Збройних сил Росії під час війни.
В ході інтервенції РФ в Сирію в період з вересня 2015 по грудень 2024 року російській службі BBC вдалося встановити імена щонайменш 543 загиблих російських регулярних військовослужбовців та бойовиків різних ПВК. Анонімний OSINT-дослідник Necro Mancer, що займається встановленням, документацією та аналізом подій війни в Сирії, станом на 15 березня 2025 року зафіксував імена щонайменш 510 вбитих (включаючи небойові втрати) російських загарбників, що загинули під час інтервенції в Сирію. У 2015 році було зафіксовано 15 вбитих, у 2016 — 56, у 2017 — 223, у 2018 — 152, у 2019 — 17, у 2020 — 15, у 2021 — 7, у 2022 — 6, у 2023 — 10, у 2024 — 7, у 2025 — 2. Серед загиблих — 7 колаборантів з ОРДЛО.

## Список
| №   | Світлина / Емблема | Прізвище, ім'я, по батькові                                                  | Звання             | Посада / підрозділ | Участь в інших війнах | Дата загибелі                | Місце загибелі                                                             | Примітки |
| 1   |                    | Сокуров Едуард Амаядович (рос. Сокуров Эдуард Амаядович)                     | сержант            | (посада — не встановлена), 346-та окрема бригада спеціального призначення | | 1 жовтня 2015 (31 рік)       |                                                                            | Нагороджений медаллю «За відвагу» (посмертно), сирійським орденом Відданості IV класу (посмертно), також його сім'ї вручено холодну зброю — шабля від міністра оборони Сирії                                                   |
| 2   |                    | Костенко Вадим Олександрович (рос. Костенко Вадим Александрович)             | молодший сержант   | технічний спеціаліст 960-го штурмового авіаційного полку 1-ї змішаної авіаційної дивізії 4-ї армії ВПС та ППО Південного військового округу                                                                                       | | 24 жовтня 2015 (19 років)    | авіабаза «Хмеймім»                                                         | офіційною причиною смерті було названо суїцид, на ґрунті особистих неслужбових причин, у вільний після чергування час, проте дана версія оспорювалася родичами загиблого                                                       |
| 3   |                    | Журавльов Федір Володимирович (рос. Журавлёв Фёдор Владимирович)             | капітан            | (посада — не встановлена), Центр спеціального призначення «Сенеж» | | 19 листопада 2015 (27 років) |                                                                            | Нагороджений Орденом Кутузова (посмертно) |
| 4   |                    | Сороченко Максим Олександрович (рос. Сороченко Максим Александрович)         | капітан            | (посада — не встановлена), Центр спеціального призначення «Сенеж» | | 19 листопада 2015 (31 рік)   |                                                                            | Нагороджений Орденом Кутузова (посмертно) |
| 5   |                    | Пешков Олег Анатолійович (рос. Пешков Олег Анатольевич)                      | підполковник       | пілот Су-24, начальник служби безпеки польотів у 4-му Державному центрі підготовки авіаційного персоналу та військових випробувань Міністерства оборони Російської Федерації                                                      | | 24 листопада 2015 (45 років) | провінція Латакія, поблизу сирійсько-турецького кордону                    | збитий під час виконання бойового завдання турецькими ВПС, через те, що порушив повітряний простір країни на кордоні з Сирією. Це був перший випадок за 62 роки, коли російський військовий літак був збитий винищувачами НАТО |
| 6   |                    | Позинич Олександр Михайлович (рос. Позынич Александр Михайлович)             | матрос             | військовослужбовець 810-ї окремої бригади морської піхоти | | 24 листопада 2015 (29 років) | провінція Латакія                                                          | Нагороджений орденом Мужності (посмертно) |
| 7   |                    | Черемісін Іван Іванович (рос. Черемисин Иван Иванович)                       | підполковник       | військовий радник, (підрозділ — не встановлено) | | 1 лютого 2016 (42 роки)      | поблизу м. Хомс                                                            | |
| 8   |                    | Прохоренко Олександр Олександрович (рос. Прохоренко Александр Александрович) | старший лейтенант  | навідник авіаударів, Центр спеціального призначення «Кубінка», Сили спеціальних операцій РФ | | 17 березня 2016 (25 років)   | поблизу м. Тадмор                                                          | Нагороджений званням «Герой Російської Федерації» (посмертно) |
| 9   |                    | Окладников Андрій Володимирович (рос. Окладников Андрей Владимирович)        | майор              | пілот Мі-28H, 487-й окремий вертолітний полк | Анексія Криму (2014) | 12 квітня 2016 (37 років)    | поблизу м. Хомс                                                            | |
| 10  |                    | Панков Віктор Вікторович (рос. Панков Виктор Викторович)                     | старший лейтенант  | штурман-оператор ударного вертольота Мі-28Н у складі 6971 авіаційної бази (м. Будьонновськ) | | 12 квітня 2016 (26 років)    | поблизу м. Хомс                                                            | Нагороджений орденом Мужності (посмертно) |
| 11  |                    | Гуєнко Олександр Дмитрович (рос. Гуенко Александр Дмитриевич)                | старший лейтенант  | спеціаліст по БПЛА, (підрозділ — не встановлено) | | 21 квітня 2016 (25 років)    | Ростов-на-Дону                                                             | тяжко захворів, помер в лікарні |
| 12  |                    | Мохнаткін Дмитро Миколайович (рос. Мохнаткин Дмитрий Николаевич)             | старший лейтенант  | (посада — не встановлена), ПКС РФ | | 22 квітня 2016 (30 років)    |                                                                            | за деякими даними смерть настала внаслідок серцевої недостатності |
| 13  |                    | Єригін Антон Олександрович (рос. Ерыгин Антон Александрович)                 | сержант            | (посада — не встановлена), 9-та гвардійська бригада управління | Російсько-грузинська війна (2008)                                                                                                | 7 травня 2016 (31 рік)       | м. Пальміра                                                                | Нагороджений орденом Мужності (посмертно) |
| 14  |                    | Біжоєв Аскер Олегович (рос. Бижоев Аскер Олегович)                           | майор              | (посада — не встановлена), 346-та окрема бригада спеціального призначення | | 19 травня 2016 (24 роки)     |                                                                            | Нагороджений орденом Мужності (посмертно) |
| 15  |                    | Ахметшин Марат Радикович                                                     | капітан            | начальник розвідки штабу гаубичного самохідно-артилерійського дивізіону 3-ї мотострілецької дивізії | | 3 червня 2016 (35 років)     | поблизу м. Пальміра                                                        | Нагороджений званням «Герой Російської Федерації» (посмертно) |
| 16  |                    | Широкопояс Михайло Геннадійович                                              | молодший сержант   | (посада — не встановлена), 165-а гвардійська артилерійська бригада | | 7 червня 2016 (35 років)     |                                                                            | Нагороджений орденом Мужності (посмертно) |
| 17  |                    | Архірєєв Олег Ігорович                                                       | капітан            | (посада — не встановлена), Центр спеціального призначення «Сенеж» | Анексія Криму (2014) | 9 червня 2016 (28 років)     |                                                                            | Нагороджений орденом Кутузова (посмертно) |
| 18  |                    | Пєчальнов Сергій Олександрович                                               | старший лейтенант  | (посада — не встановлена), Центр спеціального призначення «Сенеж» | | 14 червня 2016 (28 років)    |                                                                            | Нагороджений орденом Мужності (посмертно) |
| 19  |                    | Тимошенков Андрій Леонідович                                                 | сержант            | командир відділення першої десантно-штурмової роти 336-ї окремої гвардійської Білостоцької бригади морської піхоти | | 17 червня 2016 (28 років)    | поблизу м. Хомс                                                            | Нагороджений орденом Мужності (посмертно) |
| 20  |                    | Бекиш Володимир Володимирович                                                | підполковник       | начальник розвідки, 5-та окрема танкова бригада | | 19 червня 2016 (43 роки)     |                                                                            | Нагороджений орденом Мужності (посмертно), медалями «За відвагу», Суворова та іншими |
| 21  |                    | Хабібуллін Ряфагать Махмутович                                               | полковник          | командир 55-го окремого вертолітного полку армійської авіації ПКС | Осетинсько-інгуський конфлікт Перша чеченська війна Друга чеченська війна Російсько-грузинська війна (2008) Анексія Криму (2014) | 8 липня 2016 (51 рік)        | поблизу м. Пальміра                                                        | Нагороджений званням «Герой Російської Федерації» (посмертно) |
| 22  |                    | Долгін Євген Вікторович                                                      | лейтенант          | льотчик-інструктор вертольота «Мі-25», 15-та бригада армійської авіації | | 8 липня 2016 (24 роки)       | поблизу м. Пальміра                                                        | Нагороджений орденом Мужності (посмертно) |
| 23  |                    | Шевченко Микита Олександрович                                                | рядовий            | (посада — не встановлена), (підрозділ — не встановлено) | | 17 липня 2016 (23 роки)      | провінція Алеппо                                                           | Нагороджений орденом Мужності (07.09.2016, посмертно) |
| 24  |                    | Велєв Євген Геннадійович                                                     | полковник          | (посада — не встановлена), (підрозділ — не встановлено) | | 1 серпня 2016 (44 роки)      | Провінція Ідліб                                                            | |
| 25  |                    | Павлов Роман Олександрович                                                   | капітан            | командир екіпажу багатоцільового військово-транспортного вертольота Мі-8АМТШ у складі 92-ї інструкторсько-дослідної вертолітної ескадрильї 344-го центру бойового застосування та переучування                                    | Друга чеченська війна | 1 серпня 2016 (33 роки)      | Провінція Ідліб                                                            | |
| 26  |                    | Шеламов Олег Юрійович                                                        | старший лейтенант  | льотчик-штурман багатоцільового військово-транспортного вертольота Мі-8АМТШ у складі 92-ї інструкторсько-дослідної вертолітної ескадрильї 344-го центру бойового застосування та переучування                                     | | 1 серпня 2016 (29 років)     | Провінція Ідліб                                                            | |
| 27  |                    | Шорохов Олексій Сергійович                                                   | капітан            | бортовий авіаційний технік багатоцільового військово-транспортного вертольота Мі-8АМТШ у складі 92-ї інструкторсько-дослідної вертолітної ескадрильї 344-го центру бойового застосування та переучування                          | | 1 серпня 2016 (41 рік)       | Провінція Ідліб                                                            | |
| 28  |                    | Захарченков Євген Олександрович                                              | єфрейтор           | (посада — не встановлена), 16-та окрема бригада спеціального призначення | | 7 вересня 2016 (28 років)    |                                                                            | Нагороджений орденом Мужності (посмертно) |
| 29  |                    | Чернишов Сергій Ігорович                                                     | майор              | старший оперуповноважений Управління «А» ЦСП ФСБ | Російсько-грузинська війна (2008) Збройний конфлікт на Північному Кавказі                                                        | 22 вересня 2016 (31 рік)     |                                                                            | Нагороджений орденом «За заслуги перед Вітчизною» IV ступеня із зображенням мечів (посмертно), медаллю Суворова, іншими медалями                                                                                               |
| 30  |                    | Галицький Руслан Вікторович                                                  | полковник          | командир 5-ї окремої танкової бригади | Анексія Криму (2014) Війна на сході України                                                                                      | 5 грудня 2016 (44 роки)      | поблизу м. Алеппо                                                          | Нагороджений орденом Мужності (посмертно) |
| 31  |                    | Дураченко Надія Володимирівна                                                | старший сержант    | військовий медик, (підрозділ — не встановлено) | | 5 грудня 2016 (40 років)     | м. Алеппо                                                                  | Нагороджена орденом Мужності (посмертно) |
| 32  |                    | Михайлова Галина Вікторівна                                                  | сержант            | військовий медик, (підрозділ — не встановлено) | | 5 грудня 2016 (39 років)     | м. Алеппо                                                                  | Нагороджена орденом Мужності (посмертно) |
| 33  |                    | Санчиров Санал Володимирович                                                 | майор              | командир батальйону, 56 ОДШБр | | 8 грудня 2016 (37 років)     | поблизу м. Пальміра                                                        | Нагороджений орденом Мужності (21.02.2017, посмертно), медаллю Жукова та іншими медалями |
| 34  |                    | Молянов Сергій Олександрович                                                 | єфрейтор           | снайпер, 523-й учбовий мотострілецький полк, 6-та окрема танкова бригада | | 15 грудня 2016 (25 років)    |                                                                            | Нагороджений орденом Мужності (посмертно) |
| 35  |                    | Ворона Ігор Олександрович                                                    | підполковник       | командир 1199-го окремого розвідувального батальйону 34-ї окремої мотострілецької бригади | Збройний конфлікт на Північному Кавказі                                                                                          | 5 лютого 2017 (37 років)     |                                                                            | |
| 36  |                    | Веселов Олексій Миколайович                                                  | капітан            | начальник розрахунку, оператор управління (розрахунку безпілотних літальних апаратів «Орлан-10») у складі 924-го Державного центру безпілотної авіації МО РФ (військова частина № 20924; місто Коломна Московської області)       | Анексія Криму (2014) | 16 лютого 2017 (32 роки)     |                                                                            | Нагороджений орденом Мужності (посмертно), медаллю Жукова, іншими медалями |
| 37  |                    | Зекунов Андрій Миколайович                                                   | полковник          | військовий радник, (підрозділ — не встановлено) | | 16 лютого 2017 (44 роки)     | поблизу м. Хомс                                                            | Нагороджений орденом Мужності (посмертно) |
| 38  |                    | Сенін Сергій Олександрович                                                   | підполковник       | військовий радник, (підрозділ — не встановлено) | Анексія Криму (2014) | 16 лютого 2017 (44 роки)     | поблизу м. Хомс                                                            | Нагороджений орденом Мужності (посмертно) |
| 39  |                    | Магамуров Вадим Назифович                                                    | старший лейтенант  | начальник розвідки артилерійського дивізіону 120-ї гвардійської артилерійської бригади | Війна на сході України | 16 лютого 2017 (31 рік)      | поблизу м. Хомс                                                            | Нагороджений орденом Мужності (посмертно) |
| 40  |                    | Казачєнков Павло Андрійович                                                  | капітан            | начальник служби ракетно-артилерійського озброєння 96-ї окремої бригади розвідки | | 16 лютого 2017 (31 рік)      | поблизу м. Хомс                                                            | Нагороджений орденом Мужності (посмертно) |
| 41  |                    | Горбунов Артем Ігорович                                                      | рядовий            | розвідник-снайпер розвідувального відділення (десантного) розвідувального десантного взводу розвідувальної десантної роти (глибинної розвідки) розвідувального батальйону 96-ї окремої бригади розвідки                           | | 2 березня 2017 (24 роки)     | поблизу м. Пальміра                                                        | Нагороджений орденом Мужності (07.06.2017, посмертно) |
| 42  |                    | Абуталієв Алмаз Нуралійович                                                  | матрос             | (посада — не встановлена), Каспійська флотилія Росії | | 18 березня 2017 (26 років)   | Авіабаза «Хмеймім»                                                         | зарізаний товаришом по службі під час сварки |
| 43  |                    | Перфільєв Геннадій Олегович                                                  | підполковник       | (посада — не встановлена), (підрозділ — не встановлено) | | 8 квітня 2017 (51 рік)       | провінція Хама                                                             | Нагороджений медаллю ордену «За заслуги перед Вітчизною» І та ІІ ступеня, медалями «За відвагу», Суворова та іншими |
| 44  |                    | Гончаренко Олексій Іванович                                                  | старший сержант    | снайпер, 74-та окрема мотострілецька бригада | | 9 квітня 2017 (32 роки)      |                                                                            | Нагороджений орденом Мужності (посмертно) |
| 45  |                    | Завидний Ігор Юрійович                                                       | сержант            | розвідник-снайпер, 21-ша окрема мотострілецька бригада | Збройний конфлікт на Північному Кавказі Анексія Криму (2014)                                                                     | 9 квітня 2017 (34 роки)      |                                                                            | Нагороджений орденом Мужності (01.07.2017, посмертно) |
| 46  |                    | Бордов Сергій Валентинович                                                   | майор              | заступник начальника штабу 542-го десантно-штурмового батальйону 810-ї окремої ордена Жукова бригади морської піхоти Червонопрапорного Чорноморського флоту ВМФ Росії                                                             | Друга чеченська війна Анексія Криму (2014)                                                                                       | 18 квітня 2017 (42 роки)     | с. Хаттаб, мухафаза Хама                                                   | |
| 47  |                    | Фокін Олексій Олександрович                                                  | старший сержант    | снайпер, 56 ОДШБр | | 23 квітня 2017 (33 роки)     |                                                                            | Нагороджений орденом Мужності (посмертно) |
| 48  |                    | Деревицький Богдан Олександрович                                             | єфрейтор           | (посада — не встановлена), 14-та окрема бригада спеціального призначення | | 27 квітня 2017 (23 роки)     |                                                                            | Нагороджений орденом Мужності (посмертно) |
| 49  |                    | Чугунов Олексій Володимирович                                                | старшина           | командир взводу охорони і супроводження, 14-та окрема бригада спеціального призначення | | 27 квітня 2017 (39 років)    |                                                                            | Нагороджений орденом Мужності (посмертно) |
| 50  |                    | Бучельников Олексій Миколайович                                              | підполковник       | військовий радник, інструктор з бойової підготовки сирійських артилеристів | | 28 квітня 2017 (38 років)    | провінція Хама                                                             | Нагороджений орденом Мужності (посмертно) |
| 51  |                    | Чесноков Дмитро Володимирович                                                | майор              | заступник командира гелікоптерної ескадрильї з виховної роботи (аеродром Клин-5, м. Клин, Московська область) | Друга чеченська війна Миротворча місія ООН в Південному Судані                                                                   | 2 травня 2017 (37 років)     |                                                                            | Нагороджений медаллю ордену «За заслуги перед Вітчизною» II ступеня, іншими медалями |
| 52  |                    | Складан Олександр Олексійович                                                | майор              | командир розвідувального батальйону, (підрозділ — не встановлено) | | 3 травня 2017 (37 років)     |                                                                            | |
| 53  |                    | Костянтинов Євген Віталійович                                                | капітан            | командир мотострілецького батальйону 30-ї окремої мотострілецької бригади | | 3 травня 2017 (32 роки)      |                                                                            | Нагороджений орденом Мужності (посмертно) |
| 54  |                    | Афанасов Микола Юрійович                                                     | капітан            | начальник штабу мотострілецького батальйону 205-ї окремої мотострілецької козачої бригади | | 10 липня 2017 (33 роки)      | Провінція Хама                                                             | |
| 55  |                    | Касумов Курбан Гусейнович                                                    | капітан            | командир групи СпП 3-ї окремої бригади спеціального призначення | | 2 серпня 2017 (31 рік)       |                                                                            | |
| 56  |                    | Ємдюков Валерій Анатолійович                                                 | сержант            | розвідник-снайпер, 3-тя окрема бригада спеціального призначення | Анексія Криму (2014) | 3 серпня 2017 (29 років)     |                                                                            | Нагороджений орденом Мужності, медалями, в тому числі Суворова |
| 57  |                    | Гора Олексій Дмитрович                                                       | сержант            | старший розвідник 1-го гаубичного артилерійського дивізіону 120-ї гвардійської артилерійської бригади | | 1 вересня 2017 (26 років)    | провінція Дайр-ез-Заур                                                     | Нагороджений орденом Мужності (посмертно) |
| 58  |                    | Борщєв Степан Васильович                                                     | сержант            | номер гарматного розрахунку 3-ї гаубічної артилерійської батареї 1-го гаубичного артилерійського дивізіону 120-ї артилерійської бригади                                                                                           | | 1 вересня 2017 (27 років)    | провінція Дайр-ез-Заур                                                     | Нагороджений орденом Мужності (посмертно) |
| 59  |                    | Абзалов Рустем Радимович                                                     | полковник          | заступник начальника інженерних військ Центрального військового округу | | 16 вересня 2017 (40 років)   | поблизу м. Дайр-ез-Заур                                                    | Нагороджений орденом Мужності (посмертно) |
| 60  |                    | Тарасюк Володимир Михайлович                                                 | старшина           | сапер групи (інженерної розвідки та розмінування) Міжнародного протимінного центру Збройних Сил РФ | Друга Чеченська війна | 16 вересня 2017 (38 років)   | поблизу м. Дайр-ез-Заур                                                    | Нагороджений орденом Мужності (посмертно) |
| 61  |                    | Гойняк Олексій Миколайович                                                   | майор              | (посада — не встановлена), Центр спеціального призначення «Сенеж» ССО РФ | | 19 вересня 2017 (33 роки)    | поблизу м. Хама                                                            | Нагороджений званням «Герой Російської Федерації» (посмертно) |
| 62  |                    | Тербулатов Магомед Емдійович                                                 |                    | військовослужбовець військової поліції РФ | | 20 вересня 2017 (34 роки)    | провінція Ідліб                                                            | |
| 63  |                    | Колганов Олексій Олександрович                                               | старший сержант    | (посада — не встановлена), (підрозділ — не встановлено) | | 22 вересня 2017 (26 років)   |                                                                            | |
| 64  |                    | Асапов Валерій Григорович                                                    | Генерал-лейтенант  | командувач 5-ю загально-військовою армією | Перша чеченська війна Друга чеченська війна Війна на сході України                                                               | 23 вересня 2017 (51 рік)     | поблизу м. Дайр-ез-Заур                                                    | Нагороджений званням «Герой Російської Федерації» (посмертно) |
| 65  |                    | Федянін Валерій Володимирович                                                | полковник          | командир 61-ї окремої бригади морської піхоти | Перша чеченська війна | 30 вересня 2017 (46 років)   | провінція Хама                                                             | Нагороджений двома орденами Мужності |
| 66  |                    | Ломакін Дмитро Олександрович                                                 | капітан            | (посада — не встановлена), 212-й окружний навчальний центр танкових військ (м. Чита) Східного військового округу | | 1 жовтня 2017 (34 роки)      |                                                                            | Нагороджений орденом Мужності (посмертно) |
| 67  |                    | Копилов Юрій Львович                                                         | капітан            | штурман авіаційної ланки фронтових бомбардувальників Су-24М у складі штурмової авіаційної ескадрильї 72-ї авіаційної бази морської авіації Військово-повітряних сил Балтійського Флоту (м. Черняховськ Калінінградської області)  | | 10 жовтня 2017 (42 роки)     | Авіабаза «Хмеймім»                                                         | загинув під час аварії літака Су-24М на авіаційній базі (літак під час розгону на зліт викотився за межі злітно-посадкової смуги і зруйнувався)                                                                                |
| 68  |                    | Медведков Юрій Юрійович                                                      | капітан            | командир авіаційної ланки фронтових бомбардувальників Су-24М у складі штурмової авіаційної ескадрильї 72-ї авіаційної бази морської авіації Військово-повітряних сил Балтійського Флоту (м. Черняховськ Калінінградської області) | | 10 жовтня 2017 (34 роки)     | Авіабаза «Хмеймім»                                                         | загинув під час аварії літака Су-24М на авіаційній базі (літак під час розгону на зліт викотився за межі злітно-посадкової смуги і зруйнувався)                                                                                |
| 69  |                    | Черкасов Олексій Вікторович                                                  | прапорщик          | (посада — не встановлена) (підрозділ — не встановлено) | | 5 листопада 2017 (30 років)  |                                                                            | Нагороджений орденом Мужності (26.12.2017, посмертно) |
| 70  |                    | Мурлатов Павло В'ячеславович                                                 | старший лейтенант  | командир 1-го гаубичного самохідного артилерійського взводу — старший офіцер 2-ї гаубичної самохідно-артилерійської батареї гаубичного самохідно-артилерійського дивізіону 34-ї окремої мотострілецької бригади                   | | 17 грудня 2017 (28 років)    |                                                                            | Нагороджений орденом Мужності (посмертно) |
| 71  |                    | Гімадієв Ренат Рафаельович                                                   | прапорщик          | (посада — не встановлена) (підрозділ — не встановлено) | | 31 грудня 2017 (34 роки)     | Авіабаза «Хмеймім»                                                         | |
| 72  |                    | Матвєєв Валентин Михайлович                                                  | підполковник       | пілот Мі-24, старший штурман у 337-му окремому гелікоптерному полку (військова частина № 12739; аеродром Толмачово, місто Об Новосибірській області) 14-ї армії ВПС та ППО                                                        | Друга чеченська війна | 31 грудня 2017 (45 років)    | провінція Хама                                                             | Нагороджений орденом Мужності (посмертно), медаллю ордену «За заслуги перед Вітчизною» ІІ ступеня із зображенням мечів (1996), медалями «За відвагу», Нестерова та іншими                                                      |
| 73  |                    | Куліш Артем Миколайович                                                      | майор              | пілот Мі-24, (підрозділ — не встановлено) | | 31 грудня 2017 (35 років)    | провінція Хама                                                             | |
| 74  |                    | Давлятов Тимур Альбертович                                                   | капітан            | бортовий стрілець-оператор Мі-24, (підрозділ — не встановлено) | | 31 грудня 2017 (29 років)    | провінція Хама                                                             | |
| 75  |                    | Філіпов Роман Миколайович                                                    | майор              | пілот Су-25, 37-й змішаний авіаційний полк 27-ї змішаної авіаційної дивізії 4-ї армії ВПС і ППО Південного військового округу | | 3 лютого 2018 (33 роки)      | поблизу м. Ідліб                                                           | Нагороджений званням «Герой Російської Федерації» (посмертно) |
| 76  |                    | Станевич Кирило Ігорович                                                     | старшина           | військовослужбовець 1536-го зенітно-ракетному полку 51-ї дивізії ППО 4-ї армії ВПС та ППО | | 17 лютого 2018 (32 роки)     |                                                                            | |
| 77  |                    | Солопов Олександр Альбертович                                                | молодший сержант   | (посада — не встановлена), (підрозділ — не встановлено) | | 1 березня 2018 (22 роки)     |                                                                            | |
| 78  |                    | Єремеєв Володимир Веніамінович                                               | Генерал-майор      | заступник начальника Головного управління контрольної наглядової діяльності міністерства оборони РФ | | 6 березня 2018               | Авіабаза «Хмеймім»                                                         | |
| 79  |                    | Мікрюков В'ячеслав Володимирович                                             | майор              | (посада — не встановлена), (підрозділ — не встановлено) | | 6 березня 2018 (40 років)    | на борту літака Ан-26, Авіабаза «Хмеймім»                                  | Нагороджений орденом Мужності (31.03.2018, посмертно) |
| 80  |                    | Євдокімов Віктор Олегович                                                    | майор              | (посада — не встановлена), 277-й бомбардувальний авіаційний полк 303-ї змішаної авіаційної дивізії (військова частина № 77983) | | 6 березня 2018 (31 рік)      | на борту літака Ан-26, Авіабаза «Хмеймім»                                  | Нагороджений орденом Мужності (31.03.2018, посмертно) |
| 81  |                    | Кукушкін Дмитро Іванович                                                     | майор              | (посада — не встановлена), 90-та гвардійська танкова дивізія | | 6 березня 2018 (35 років)    | на борту літака Ан-26, Авіабаза «Хмеймім»                                  | Нагороджений орденом Мужності (31.03.2018, посмертно) |
| 82  |                    | Пеньков Юрій Олегович                                                        | майор              | (посада — не встановлена), 45-та окрема бригада спеціального призначення ПДВ РФ | Друга російсько-чеченська війна                                                                                                  | 6 березня 2018 (34 роки)     | на борту літака Ан-26, Авіабаза «Хмеймім»                                  | Нагороджений орденом Мужності (31.03.2018, посмертно) |
| 83  |                    | Мацнев Михайло Ігорович                                                      | майор              | заступник командира батальйону зв'язку та радіотехнічного забезпечення, (підрозділ — не встановлено) | | 6 березня 2018 (36 років)    | на борту літака Ан-26, Авіабаза «Хмеймім»                                  | Нагороджений орденом Мужності (31.03.2018, посмертно) |
| 84  |                    | Морозов Олександр Леонідович                                                 | майор              | (посада — не встановлена), 1-ша окрема стрілецька бригада охорони Міністерства оборони | | 6 березня 2018 (35 років)    | на борту літака Ан-26, Авіабаза «Хмеймім»                                  | |
| 85  |                    | Моїсеєв Михайло Володимирович                                                | капітан 1-го рангу | (посада — не встановлена), (підрозділ — не встановлено) | | 6 березня 2018 (53 роки)     | на борту літака Ан-26, Авіабаза «Хмеймім»                                  | |
| 86  |                    | Григоров Микола Михайлович                                                   | прапорщик          | начальник апаратної — технік роти управління 234-го гвардійського десантно-штурмового полку | Російсько-грузинська війна (2008) Анексія Криму (2014)                                                                           | 6 березня 2018 (33 роки)     | на борту літака Ан-26, Авіабаза «Хмеймім»                                  | Нагороджений орденом Мужності (31.03.2018, посмертно) |
| 87  |                    | Масел Юрій Васильович                                                        | прапорщик          | (посада — не встановлена), (підрозділ — не встановлено) | | 6 березня 2018 (41 рік)      | на борту літака Ан-26, Авіабаза «Хмеймім»                                  | Нагороджений орденом Мужності (31.03.2018, посмертно) |
| 88  |                    | Коломойцев Іван Костянтинович                                                | єфрейтор           | (посада — не встановлена), 205-та окрема мотострілецька бригада | | 6 березня 2018 (25 років)    | на борту літака Ан-26, Авіабаза «Хмеймім»                                  | Нагороджений орденом Мужності (31.03.2018, посмертно) |
| 89  |                    | Чабдаров Батир Рамазанович                                                   | молодший сержант   | (посада — не встановлена), 346-та окрема бригада спеціального призначення | | 6 березня 2018 (27 років)    | на борту літака Ан-26, Авіабаза «Хмеймім»                                  | Нагороджений орденом Мужності (31.03.2018, посмертно) |
| 90  |                    | Богатирьов Залім Мухадинович                                                 | старший сержант    | (посада — не встановлена), 346-та окрема бригада спеціального призначення | | 6 березня 2018 (28/29 років) | на борту літака Ан-26, Авіабаза «Хмеймім»                                  | Нагороджений орденом Мужності (31.03.2018, посмертно) |
| 91  |                    | Бирилов Олександр Ігорович                                                   | молодший сержант   | (посада — не встановлена), Північний флот Росії | | 6 березня 2018 (29 років)    | на борту літака Ан-26, Авіабаза «Хмеймім»                                  | Нагороджений орденом Мужності (посмертно) |
| 92  |                    | Гайдарханов Ельдар Салавутдінович                                            | майор              | начальник штабу — заступник командира батальйону матеріального забезпечення 21-ї окремої гвардійської мотострілецької бригади | Анексія Криму (2014) | 6 березня 2018 (32 роки)     | на борту літака Ан-26, Авіабаза «Хмеймім»                                  | Нагороджений орденом Мужності (посмертно) |
| 93  |                    | Героєв Рамзан Хаджибикарович                                                 | старшина           | (посада — не встановлена), 291-ша артилерійська бригада | | 6 березня 2018 (38 років)    | на борту літака Ан-26, Авіабаза «Хмеймім»                                  | Нагороджений орденом Мужності (посмертно) |
| 94  |                    | Горбань Костянтин В'ячеславович                                              | капітан            | начальник ракетно-артилерійського озброєння 23-ї окремої гвардійської мотострілецької козацької бригади | | 6 березня 2018 (38 років)    | на борту літака Ан-26, Авіабаза «Хмеймім»                                  | Нагороджений орденом Мужності (посмертно) |
| 95  |                    | Грабовський Станіслав Валерійович                                            | старший прапорщик  | (посада — не встановлена), (підрозділ — не встановлено) | | 6 березня 2018 (38 років)    | на борту літака Ан-26, Авіабаза «Хмеймім»                                  | |
| 96  |                    | Дорофєєв Олексій Володимирович                                               | прапорщик          | (посада — не встановлена), Державний центр підготовки авіаційного персоналу та військових випробувань Міністерства оборони РФ імені В. П. Чкалова                                                                                 | | 6 березня 2018 (38 років)    | на борту літака Ан-26, Авіабаза «Хмеймім»                                  | |
| 97  |                    | Єпіфанов Сергій Сергійович                                                   | старший сержант    | бортмеханік літака Ан-26 33-го окремого транспортного змішаного авіаційного полку 6-ї армії ВПС та ППО | | 6 березня 2018 (34 років)    | на борту літака Ан-26, Авіабаза «Хмеймім»                                  | Нагороджений орденом Мужності (посмертно) |
| 98  |                    | Кіпель Володимир Юрійович                                                    | сержант            | начальник радіостанції батальйону радіоелектронної розвідки 96-ї окремої бригади розвідки | | 6 березня 2018 (27 років)    | на борту літака Ан-26, Авіабаза «Хмеймім»                                  | Нагороджений орденом Мужності (посмертно) |
| 99  |                    | Левчук Георгій Сергійович                                                    | старший лейтенант  | (посада — не встановлена), 45-та окрема бригада спеціального призначення | | 6 березня 2018 (27 років)    | на борту літака Ан-26, Авіабаза «Хмеймім»                                  | Нагороджений орденом Мужності (посмертно) |
| 100 |                    | Лужков Сергій Володимирович                                                  | старший сержант    | заступник командира 3-го навчального взводу зв'язку 2-ї навчальної роти зв'язку навчального батальйону зв'язку 473-го окружного навчального центру підготовки молодших спеціалістів мотострільних військ                          | | 6 березня 2018 (25 років)    | на борту літака Ан-26, Авіабаза «Хмеймім»                                  | Нагороджений орденом Мужності (посмертно) |
| 101 |                    | Осипкін Олександр Володимирович                                              | сержант            | (посада — не встановлена), Балтійський флот Росії | | 6 березня 2018 (26 років)    | на борту літака Ан-26, Авіабаза «Хмеймім»                                  | Нагороджений орденом Мужності (посмертно) |
| 102 |                    | Панов Михайло Олександрович                                                  | старший лейтенант  | бортінженер екіпажу 33-го окремого транспортного змішаного авіаційного полку 6-ї армії ВПС та ППО | | 6 березня 2018 (29 років)    | на борту літака Ан-26, Авіабаза «Хмеймім»                                  | Нагороджений орденом Мужності (посмертно) |
| 103 |                    | Петін Сергій Сергійович                                                      | капітан            | військовий радник, (підрозділ — не встановлено) | | 6 березня 2018 (36 років)    | на борту літака Ан-26, Авіабаза «Хмеймім»                                  | Нагороджений орденом Мужності (посмертно) |
| 104 |                    | Пильонок Андрій Олександрович                                                | капітан            | (посада — не встановлена), ПКС РФ | Друга чеченська війна | 6 березня 2018 (35 років)    | на борту літака Ан-26, Авіабаза «Хмеймім»                                  | Нагороджений орденом Мужності (посмертно) |
| 105 |                    | Распутін Микола Борисович                                                    | капітан            | терапевт та начальник відділення військового госпіталю, (підрозділ — не встановлено) | | 6 березня 2018 (31 рік)      | на борту літака Ан-26, Авіабаза «Хмеймім»                                  | Нагороджений орденом Мужності (посмертно) |
| 106 |                    | Сафронов Денис Вадимович                                                     | старший лейтенант  | помічник командира екіпажу літака Ан-26 33-го окремого транспортного змішаного авіаційного полку (аеродром Левашово, Виборзький район Санкт-Петербурга) 6-ї армії ВПС та ППО                                                      | | 6 березня 2018 (29 років)    | на борту літака Ан-26, Авіабаза «Хмеймім»                                  | |
| 107 |                    | Сачук Олександр Миколайович                                                  | капітан 1-го рангу | (посада — не встановлена) (підрозділ — не встановлено) | | 6 березня 2018               | на борту літака Ан-26, Авіабаза «Хмеймім»                                  | |
| 108 |                    | Серьоженков Євген Олександрович                                              | сержант            | (посада — не встановлена), 95-та бригада управління | | 6 березня 2018 (27 років)    | на борту літака Ан-26, Авіабаза «Хмеймім»                                  | Нагороджений орденом Мужності (посмертно) |
| 109 |                    | Труфанов Олексій Володимирович                                               | капітан            | офіцер ескадрильї загону безпілотних літальних апаратів «Орлан-10» 7060-ї авіаційної бази морської авіації Військово-повітряних сил Тихоокеанського флоту                                                                         | | 6 березня 2018 (37 років)    | на борту літака Ан-26, Авіабаза «Хмеймім»                                  | Нагороджений орденом Мужності (посмертно) |
| 110 |                    | Федун Сергій Володимирович                                                   | полковник          | (посада — не встановлена), інспекція Міноборони РФ | | 6 березня 2018 (47 років)    | на борту літака Ан-26, Авіабаза «Хмеймім»                                  | Нагороджений орденом Мужності (посмертно) |
| 111 |                    | Чагін Олексій Володимирович                                                  | майор              | (посада — не встановлена), (підрозділ — не встановлено) | | 6 березня 2018 (33 роки)     | на борту літака Ан-26, Авіабаза «Хмеймім»                                  | Нагороджений орденом Мужності (посмертно) |
| 112 |                    | Алтунін Костянтин Миколайович                                                | старший лейтенант  | штурман екіпажу 33-го окремого транспортного змішаного авіаційного полку 6-ї армії ВПС та ППО Західного військового округу | | 6 березня 2018 (33 роки)     | на борту літака Ан-26, Авіабаза «Хмеймім»                                  | Нагороджений орденом Мужності (посмертно) |
| 113 |                    | Чехов Віктор                                                                 | майор              | (посада — не встановлена), (підрозділ — не встановлено) | | 6 березня 2018 (45 років)    | на борту літака Ан-26, Авіабаза «Хмеймім»                                  | |
| 114 |                    | Шевченко Олександр Андрійович                                                | старший лейтенант  | (посада — не встановлена), (підрозділ — не встановлено) | Друга чеченська війна Російсько-грузинська війна (2008)                                                                          | 6 березня 2018 (29 років)    | на борту літака Ан-26, Авіабаза «Хмеймім»                                  | Нагороджений орденом Мужності (посмертно) |
| 115 |                    | Шейнцвіт Семен Володимирович                                                 | капітан            | старший штурман Центру управління авіацією Головного центрального управління | | 6 березня 2018 (27 років)    | на борту літака Ан-26, Авіабаза «Хмеймім»                                  | Нагороджений орденом Мужності (посмертно) |
| 116 |                    | Бєлов                                                                        | молодший сержант   | (посада — не встановлена), (підрозділ — не встановлено) | | 6 березня 2018               | на борту літака Ан-26, Авіабаза «Хмеймім»                                  | |
| 117 |                    | Пономарьов Володимир Михайлович                                              |                    | (посада — не встановлена), 291-ша артилерійська бригада | | 6 березня 2018 (22 роки)     |                                                                            | |
| 118 |                    | Лавров Юрій Валентинович                                                     | майор              | (посада — не встановлена), 110-й військово-транспортний авіаційний полк | | 11 березня 2018 (48 років)   |                                                                            | |
| 119 |                    | Давидян Альберт Геннадійович                                                 | майор              | пілот Су-30СМ, командир авіаційної ланки ескадрильї, 120-й окремий гвардійський винищувальний авіаційний полк | | 3 травня 2018 (38 років)     | Авіабаза «Хмеймім»                                                         | |
| 120 |                    | Добрянський Костянтин Сергійович                                             | капітан            | пілот Су-30СМ, (підрозділ — не встановлено) | | 3 травня 2018 (33 роки)      | Авіабаза «Хмеймім»                                                         | |
| 121 |                    | Гущин Артем Анатолійович                                                     | підполковник       | пілот Ка-52, 18-та бригада армійської авіації | | 6 травня 2018 (39 років)     | поблизу м. Меядін                                                          | |
| 122 |                    | Мірошниченко Роман Едуардович                                                | лейтенант          | штурман-оператор вертолітної ланки гелікоптерної авіаційної ескадрильї Повітряно-космічних сил, (підрозділ — не встановлено) | | 6 травня 2018 (24 роки)      | поблизу м. Меядін                                                          | Нагороджений орденом Мужності (25.12.2018, посмертно) |
| 123 |                    | Мельянцев Ігор Євгенович                                                     | полковник          | (посада — не встановлена), Сили спеціальних операцій РФ | | 13 травня 2018 (53 роки)     |                                                                            | Нагороджений орденами Святого Георгія IV-го ступеня, Мужності (тричі) |
| 124 |                    | Єлін Сергій Юрійович                                                         | старший лейтенант  | командир гаубичного артилерійського взводу — старший офіцер гаубічної артилерійської батареї гаубичного артилерійського дивізіону, 200-та артилерійська бригада (РФ)                                                              | | 23 травня 2018 (32 роки)     | провінція Дайр-ез-Заур                                                     | Нагороджений орденом Кутузова (посмертно) |
| 125 |                    | Вершинін Дмитро Сергійович                                                   | рядовий            | (посада — не встановлена), 200-та артилерійська бригада (РФ) | | 23 травня 2018 (25 років)    | провінція Дайр-ез-Заур                                                     | Нагороджений Орденом Мужності (посмертно) |
| 126 |                    | Кравченко В'ячеслав Сергійович                                               | рядовий            | (посада — не встановлена), 200-та артилерійська бригада (РФ) | | 23 травня 2018 (25 років)    | провінція Дайр-ез-Заур                                                     | Нагороджений Орденом Мужності (посмертно) |
| 127 |                    | Поліщук Кирило Ігорович                                                      |                    | (посада — не встановлена), 200-та артилерійська бригада (РФ) | | 23 травня 2018 (25 років)    | провінція Дайр-ез-Заур                                                     | |
| 128 |                    | Філімонов Олександр Сергійович                                               | старшина           | командир відділення — обчислювач відділення управління взводу управління гаубичною артилерійською батареєю гаубичного артилерійського дивізіону у складі 200-ї артилерійської бригади                                             | | 23 травня 2018 (32 роки)     | провінція Дайр-ез-Заур                                                     | нагороджений орденом Мужності (18.08.2018, посмертно), медаллю |
| 129 |                    | Михайлов Ігор Олександрович                                                  | сержант            | (посада — не встановлена), 200-та артилерійська бригада (РФ) | | 23 травня 2018 (22 роки)     | провінція Дайр-ез-Заур                                                     | |
| 130 |                    | Факєєв Дмитро Володимирович                                                  | старший матрос     | (посада — не встановлена), 61-ша окрема бригада морської піхоти | | 2 червня 2018 (22 роки)      | Москва                                                                     | у лютому 2018 року отримав тяжке поранення в голову, тривалий час перебував на лікуванні, переніс кілька операцій, але врятувати його не вдалося                                                                               |
| 131 |                    | Антипов Володимир Сергійович                                                 | сержант            | (посада — не встановлена), Сили спеціальних операцій РФ | | 7 червня 2018 (27 років)     | провінція Хомс                                                             | |
| 132 |                    | Смирнов Василь Олександрович                                                 | сержант            | (посада — не встановлена), 45-та окрема бригада спеціального призначення | | 15 серпня 2018 (28 років)    |                                                                            | Нагороджений орденом Мужності (посмертно) |
| 133 |                    | Альошин Олександр Олександрович                                              | підполковник       | командир ППО, (підрозділ — не встановлено) | | 17 вересня 2018 (46 років)   | на борту літака Іл-20, провінція Латакія                                   | Нагороджений орденом Мужності (27.09.2018, посмертно) |
| 134 |                    | Яковлев Володимир Володимирович                                              | майор              | пілот Іл-20, (підрозділ — не встановлено) | | 17 вересня 2018 (48 років)   | провінція Латакія                                                          | |
| 135 |                    | Сергєєнков Андрій Вікторович                                                 | капітан            | бортінженер Іл-20 | | 17 вересня 2018 (33 роки)    | провінція Латакія                                                          | |
| 136 |                    | Арзуманов Олексій Ігорович                                                   | капітан            | начальник командного пункту 82-ї окремої радіотехнічної бригади особливого призначення (військова частина №48886; місто Вязьма Смоленської області)                                                                               | | 17 вересня 2018 (26 років)   | провінція Латакія                                                          | нагороджений орденом Мужності (посмертно) |
| 137 |                    | Баранов Тимофій Станіславович                                                | сержант            | військовослужбовець Повітряно-космічних сил, (підрозділ — не встановлено) | | 17 вересня 2018 (25 років)   | провінція Латакія, на борту літака Іл-20                                   | нагороджений орденом Мужності (посмертно) |
| 138 |                    | Бурлака Олександр Михайлович                                                 | капітан            | військовослужбовець Повітряно-космічних сил, (підрозділ — не встановлено) | | 17 вересня 2018              | провінція Латакія, на борту літака Іл-20                                   | нагороджений орденом Мужності (посмертно) |
| 139 |                    | Вечернін Олександр Олексійович                                               | капітан            | штурман екіпажу літака Іл-20М, (військова частина №43531; місто Кубинка Одинцовського міського округу Московської області) | | 17 вересня 2018 (33 роки)    | провінція Латакія, на борту літака Іл-20                                   | нагороджений орденом Мужності (посмертно) |
| 140 |                    | Гаврютін Сергій Олексійович                                                  | капітан            | командир екіпажу літака Іл-20, (військова частина №41536; місто Кубинка Одинцовського міського округу Московської області) | Війна в Афганістані (2001—2021)                                                                                                  | 17 вересня 2018 (33 роки)    | провінція Латакія, на борту літака Іл-20                                   | нагороджений орденом Мужності (посмертно) |
| 141 |                    | Гордов Денис Геннадійович                                                    | старший сержант    | оператор радіолокаційного обладнання літака Іл-20М | | 17 вересня 2018 (39 років)   | провінція Латакія, на борту літака Іл-20                                   | нагороджений орденом Мужності (посмертно) |
| 142 |                    | Долматов Роман Андрійович                                                    | молодший сержант   | (посада — не встановлена), військова частина №41536 (місто Кубинка Одинцовського міського округу Московської області) | | 17 вересня 2018              | провінція Латакія, на борту літака Іл-20                                   | нагороджений орденом Мужності (посмертно) |
| 143 |                    | Зінов'єв Григорій Олегович                                                   | старший сержант    | старший оператор (радист) літака Іл-20М, військова частина №41536; (місто Кубинка Одинцовського міського округу Московської області)                                                                                              | | 17 вересня 2018 (34 роки)    | провінція Латакія, на борту літака Іл-20                                   | нагороджений орденом Мужності (посмертно) |
| 144 |                    | Квасенков Віктор Ігорович                                                    | єфрейтор           | (посада — не встановлена), військова частина №41536; (місто Кубинка Одинцовського міського округу Московської області) | | 17 вересня 2018 (24 роки)    | провінція Латакія, на борту літака Іл-20                                   | нагороджений орденом Мужності (посмертно) |
| 145 |                    | Назаров Костянтин Володимирович                                              | капітан            | командир авіаційного загону, військова частина №41536; (місто Кубинка Одинцовського міського округу Московської області) | | 17 вересня 2018 (33 роки)    | провінція Латакія, на борту літака Іл-20                                   | нагороджений орденом Мужності (посмертно) |
| 146 |                    | Седунов Олексій В'ячеславович                                                | молодший сержант   | (посада — не встановлена), військова частина №41536; (місто Кубинка Одинцовського міського округу Московської області) | | 17 вересня 2018 (31 рік)     | провінція Латакія, на борту літака Іл-20                                   | нагороджений орденом Мужності (посмертно) |
| 147 |                    | Ткаченко Павло Вікторович                                                    | сержант            | бортовий механік літака Іл-20М, військова частина №41536; (місто Кубинка Одинцовського міського округу Московської області) | | 17 вересня 2018 (35 років)   | провінція Латакія, на борту літака Іл-20                                   | нагороджений орденом Мужності (посмертно) |
| 148 |                    | Арустамян Андранік Миколайович                                               | молодший сержант   | старший оператор безпілотних літальних апаратів, 21-ша окрема мотострілецька бригада | | 2 листопада 2018 (28 років)  | м. Аш-Шула                                                                 | загинув внаслідок вибуху мінного шлагбауму на КПП |
| 149 |                    | Плетньов Максим Сергійович                                                   | сержант            | (посада — не встановлена), Центр спеціального призначення «Кубінка», Сили спеціальних операцій РФ | Війна на сході України | 31 січня 2019 (24 роки)      |                                                                            | Нагороджений відзнакою — Георгіївський хрест IV-го ступеня (посмертно) |
| 150 |                    | Карімов Сухроб Абдувалійович                                                 | майор              | командир батальйону, 38 ОМСБр | | 22 лютого 2019 (35 років)    | поблизу м. Дайр-ез-Заур                                                    | |
| 151 |                    | Єловенко Віктор Володимирович                                                | полковник          | командир 30-ї ОМСБр | Друга чеченська війна | 22 лютого 2019 (46 років)    | поблизу м. Дайр-ез-Заур                                                    | Нагороджений орденом Мужності (посмертно), медаллю ордену «За заслуги перед Вітчизною» ІІ ступеня із зображенням мечів, медаллю Суворова, іншими медалями                                                                      |
| 152 |                    | Філатов Євген Сергійович                                                     | сержант            | командир відділення — начальник радіостанції роти управління 104-го гвардійського десантно-штурмового полку | | 22 лютого 2019 (28 років)    | поблизу м. Дайр-ез-Заур                                                    | Нагороджений орденом Мужності (посмертно) |
| 153 |                    | Жаров Микола Михайлович                                                      | підполковник       | (посада — не встановлена), ФСБ РФ | | 21 квітня 2019 (42 роки)     |                                                                            | Нагороджений медаллю Суворова, іншими медалями |
| 154 |                    | Міцик Роман Анатолійович                                                     | майор              | (посада — не встановлена), Сили спеціальних операцій | | 3 вересня 2019 (36 років)    | провінція Ідліб                                                            | Нагороджений орденами та медалями, у тому числі двома орденами Мужності |
| 155 |                    | Ніконов Кирило Ігорович                                                      | старший лейтенант  | (посада — не встановлена), Сили спеціальних операцій | | 3 вересня 2019 (27 років)    | провінція Ідліб                                                            | |
| 156 |                    | Сисков Дмитро Олександрович                                                  | капітан            | (посада — не встановлена), Сили спеціальних операцій | | 3 вересня 2019 (31 рік)      | провінція Ідліб                                                            | Нагороджений орденами «За заслуги перед Вітчизною» IV ступеня з мечами (посмертно) |
| 157 |                    | Рижиков Андрій В'ячеславович                                                 | майор              | (посада — не встановлена), ПКС РФ | | 16 січня 2020                |                                                                            | |
| 158 |                    | Ахмат'янов Булат Рінатович                                                   | майор              | (посада — не встановлена), Управління «С» Центру спеціального призначення ФСБ | | 1 лютого 2020 (32 роки)      | поблизу м. Кассаб, провінція Латакія. За іншими даними — поблизу м. Алеппо | |
| 159 |                    | Гімадієв Руслан Ахматович                                                    | майор              | (посада — не встановлена), Управління «С» Центру спеціального призначення ФСБ | | 1 лютого 2020 (41 рік)       | поблизу м. Кассаб, провінція Латакія. За іншими даними — поблизу м. Алеппо | |
| 160 |                    | Мінов Дмитро Васильович                                                      | капітан            | (посада — не встановлена), Управління «С» Центру спеціального призначення ФСБ | | 1 лютого 2020 (34 роки)      | поблизу м. Кассаб, провінція Латакія. За іншими даними — поблизу м. Алеппо | |
| 161 |                    | Трофімов Всеволод В'ячеславович                                              | лейтенант          | молодший оперуповноважений 5-ї групи 1-го відділу ЦСН ФСБ РФ | | 1 лютого 2020 (32 роки)      | поблизу м. Кассаб, провінція Латакія. За іншими даними — поблизу м. Алеппо | |
| 162 |                    | Таттаєв Заур Ельдарович                                                      | прапорщик          | сапер, (підрозділ — не встановлено) | | 4 лютого 2020 (22 роки)      |                                                                            | |
| 163 |                    | Мостовой Гліб Андрійович                                                     | старший лейтенант  | снайпер 561-го аварійно-рятувального центру Сил спеціальних операцій | | 4 лютого 2020 (26 років)     |                                                                            | |
| 164 |                    | Копєйкін Антон Геннадійович                                                  | підполковник       | снайпер, Спецпідрозділ ФСБ «Вимпел» | Друга російсько-чеченська війна                                                                                                  | 22 червня 2020 (43 роки)     |                                                                            | Нагороджений званням «Герой Російської Федерації» (посмертно) |
| 165 |                    | Гладких В'ячеслав Володимирович                                              | генерал-майор      | начальник штабу-перший заступник командувача 36-ї загальновійськової армії | Анексія Криму (2014) | 18 серпня 2020 (44 роки)     | поблизу м. Дайр-ез-Заур                                                    | |
| 166 |                    | Мільшин Михайло Юрійович                                                     | сержант            | курсант 4-го курсу батальйону курсантів спеціального призначення, Рязанське повітрянодесантне командне училище. Перекладач з арабської.                                                                                           | | 6 вересня 2020 (24 роки)     | Москва                                                                     | підірвався на саморобному вибуховому пристрої в місті Дайр-ез-Заур 18 серпня, помер від ран у Москві у шпиталі ім. Бурденко |
| 167 |                    | Желдаков Сергій Валерійович                                                  | підполковник       | (посада — не встановлена), Центр спеціального призначення «Сенеж» | | 13 листопада 2020            |                                                                            | |
| 168 |                    | Тарасюк Олександр Олександрович                                              | капітан 2-го рангу | (посада — не встановлена), Центр спеціального призначення «Сенеж» | Анексія Криму (2014) | 13 листопада 2020 (38 років) |                                                                            | Нагороджений орденом Мужності (посмертно), медаллю ордену «За заслуги перед Батьківщиною» І з мечами та ІІ ступеня, медалями, у тому числі «За відвагу»                                                                        |
| 169 |                    | Клименцов Михайло Вікторович                                                 | прапорщик          | (посада — не встановлена), ГРУ ГШ | | 14 січня 2021 (30 років)     |                                                                            | |
| 170 |                    | Шнайдер Олексій Олексійович                                                  | підполковник       | заступник командира, 61-ша окрема бригада морської піхоти | | 9 вересня 2021 (45 років)    | поблизу м. Хомс                                                            | Нагороджений орденом Мужності (посмертно) |
| 171 |                    | Гомбоєв Батор Сергійович                                                     |                    | (посада — не встановлена), 11-та окрема десантно-штурмова бригада | | 6 жовтня 2021 (30 років)     |                                                                            | |
| 172 |                    | Астахов Михайло Вікторович                                                   | капітан 3-го рангу | командир групи 561-го аварійно-рятувального центру Сил спеціальних операцій | | 22 лютого 2022 (32 роки)     |                                                                            | нагороджений орденом Мужності (посмертно) |
| 173 |                    | Цуприк Ілля Миколайович                                                      | капітан            | (посада — не встановлена), Центр спеціального призначення ФСБ | Російське вторгнення в Україну                                                                                                   | 17 червня 2022 (29 років)    |                                                                            | |
| 174 |                    | Кісліцин Денис Станіславович                                                 | старший сержант    | (посада — не встановлена), Центр спеціального призначення «Сенеж» | | 5 липня 2022 (35 років)      |                                                                            | |
| 175 |                    | Степанов Андрій Олександрович                                                | рядовий            | (посада — не встановлена), (підрозділ — не встановлено) | | 21 лютого 2023 (24 роки)     |                                                                            | |
| 176 |                    | Печевистий Олег Вікторович                                                   | полковник          | начальник кафедри застосування підрозділів спеціального призначення Рязанського повітрянодесантного командного училища | Друга російсько-чеченська війна Російсько-грузинська війна (2008) Анексія Криму (2014)                                           | 26 травня 2023 (50 років)    | Ес-Сухна                                                                   | Нагороджений орденом Мужності, медаллю ордену «За заслуги перед Батьківщиною» ІІ ступеня, медалями «За відвагу», Суворова та іншими                                                                                            |
| 177 |                    | Гаджесов Уллубій Камілович                                                   | майор              | командир роти батальйону військової поліції 2-ї батальйонно-тактичної групи 136-ї окремої гвардійської мотострілецької бригади | Російське вторгнення в Україну (з 2022)                                                                                          | 12 червня 2023 (44 роки)     |                                                                            | Нагороджений медаллю Жукова, орденом Мужності (посмертно) |
| 178 |                    | Кірсанов Павло Генадійович                                                   | лейтенант          | (посада — не встановлена), «А» ЦСП ФСБ | | 29 серпня 2023 (36 років)    |                                                                            | |
| 179 |                    | Лукманов Ірік Маратович                                                      | майор              | (посада — не встановлена), (підрозділ — не встановлено) | | 29 січня 2024 (39 років)     |                                                                            | |
| 180 |                    | Шилимін Євген Ігорович                                                       | майор              | заступник командира військово-транспортного вертольота Мі-8АМТШ у складі 2-ї вертолітної ескадрильї з військово-політичної роботи, 18-та бригада армійської авіації                                                               | | 29 січня 2024 (32 роки)      |                                                                            | |
| 181 |                    | Яцентюк Олег Валентинович                                                    | майор              | (посада — не встановлена), 18-та бригада армійської авіації | | 29 січня 2024 (50 років)     |                                                                            | |
| 182 |                    | Бритов Олег Андрійович                                                       | старший лейтенант  | командир вертольота вертолітної ланки (на Мі-8) 2-ї вертолітної ескадрильї 18-ї гвардійської бригади | | 29 січня 2024 (26 років)     |                                                                            | |
| 183 |                    | Магомедрагімов Арсен Рабаданович                                             | майор              | заступник командира бригади з озброєння, (підрозділ — не встановлено) | Російсько-українська війна | 29 січня 2024 (40 років)     |                                                                            | |
| 184 |                    | Михайленко Микола Миколайович                                                | капітан 1-го рангу | (посада — не встановлена), Чорноморський флот ВМФ Росії | Російсько-українська війна | 12 жовтня 2024 (51 рік)      | провінція Дайр-ез-Заур                                                     | |
| 185 |                    | Алекторський Степан Володимирович                                            | капітан 1-го рангу | (посада — не встановлена), Чорноморський флот ВМФ Росії | Російсько-українська війна | 12 жовтня 2024 (42 роки)     | провінція Дайр-ез-Заур                                                     | |
| 186 |                    | Кусков Олександр Темірбекович                                                | старший лейтенант  | (посада — не встановлена), Сили спеціальних операцій | | 28 листопада 2024 (27 років) |                                                                            | Нагороджений званням «Герой Російської Федерації» (посмертно) |
| 187 |                    | Григоров Микола Миколайович                                                  |                    | старший сапер інженерно-саперного взводу | | 19 лютого 2025 (44 роки)     |                                                                            | |
| 188 |                    | Суслов Олег Сергійович                                                       | рядовий            | старший стрілець | | 19 лютого 2025 (32 роки)     |                                                                            | |
| 189 |                    | Ахметов Олександр Євгенович                                                  | старший сержант    | | Російське вторгнення в Україну (з 2022)                                                                                          | 20 травня 2025 (39 років)    | авіабаза «Хмеймім»                                                         | |

## Категорії вбитих

### За типом військ
| Рід військ             | кількість |
| ---------------------- | --------- |
| ПДВ                    | 8         |
| ФСБ                    | 9         |
| ПКС                    | 46        |
| Військова поліція      | 1         |
| ВМФ                    | 13        |
| ГРУ                    | 9         |
| ССО                    | 15        |
| Мотострілецькі війська | 12        |
| РВтА                   | 15        |

### Кількість вбитих за рік
| Рік  | кількість |
| ---- | --------- |
| 2015 | 6         |
| 2016 | 28        |
| 2017 | 40        |
| 2018 | 74        |
| 2019 | 8         |
| 2020 | 10        |
| 2021 | 3         |
| 2022 | 3         |
| 2023 | 4         |
| 2024 | 8         |
| 2025 | 3         |

### Кількість вбитих за званням
| Звання            | кількість |
| ----------------- | --------- |
| генерал-лейтенант | 1         |
| генерал-майор     | 2         |
| полковник         | 14        |
| підполковник      | 15        |

### Поіменні втрати кадрових і не регулярних формувань РФ
- Втрати 3-ї окремої бригади спеціального призначення
- Втрати 5-ї окремої танкової бригади
- Втрати 11-ї окремої десантно-штурмової бригади
- Втрати 21-ї окремої мотострілецької бригади
- Втрати 61-ї окремої бригади морської піхоти
- Втрати 104-го десантно-штурмового полку
- Втрати 234-го десантно-штурмового полку
- Втрати 336-ї окремої бригади морської піхоти
- Втрати 346-ї окремої бригади спеціального призначення
- Втрати 810-ї окремої бригади морської піхоти
- Втрати батальйону «Спарта»
- Втрати ПВК Вагнера